# Micropterix avarcella
Micropterix avarcella és una espècie d'arna de la família Micropterigidae. Va ser descrita per Zagulajev l'any 1994.
És una espècie endèmica de Rússia